# Галактоцеле
Галактоцеле, або  молочна кіста[джерело?] (лат. Galactocele) — ретенційна кіста, переважно овальної або кулястої форми, що містить молоко чи молокоподібну речовину. Під час пальпації легко рухається не викликаючи біль. Галактоцеле може виникати у жінок під час лактації або незадовго після, і утворюється внаслідок закупорки однієї з молочних проток. Обтурація протоки може відбутися через запальний процес у молочній залозі, вроджені аномалії протоки чи травми, а може бути обумовленою властивостями самого молока.  
Галактоцеле може бути пов’язане із застосування оральних контрацептивів. Ці кісти представлені у вигляді твердої маси, розміщеної у ділянці соска або під ним.  Сама ж протока з часом все більше розтягується клітинами епітелію та молоком. Рідко можливе ускладнення у вигляді вторинної інфекції і, як наслідок, утворення абсцесу. Галактоцеле, розриваючись, може призвести до запальної реакції. Після закінчення лактації молочна кіста повинна розсмоктуватися самостійно без втручання. Галактоцеле зазвичай не інфікується, оскільки молоко всередині є стерильним. Лікування проводиться, якщо кіста великих розмірів і зростає. Тоді можлива аспірація вмісту або висічення кісти. Антибіотики можуть призначатися для запобігання зараженню.  Можливе призначення гормональних препаратів, якщо причиною галактоцеле став гормональний дисбаланс.

## Види
Залежно від характеру вмісту розрізняють такі види кіст: 
- сировидна — містить сировидну масу;
- масляна — заповнена чистим молоком;
- миловидна — вміст у вигляді омилотвореної маси.

Патологічний процес може бути одностороннім (перебігати в одній молочній залозі) або двостороннім. Кісти також можуть бути поодинокими та множинними. Крім того, розрізняють ускладнені (такі, що нагноїлися) та неускладнені кісти. Якщо кіста нагноїлася, вона викликає сильний біль, пахвові і надключичні лімфовузли збільшуються, а сама кіста перестає легко рухатися при пальпації, спостерігається набряк і гіперемія. Температура тіла підвищується до 38–40°С залежно від тяжкості процесу.

## Діагностика
Діагностують галактоцеле з допомогою пальпації, УЗД, мамографії, МРТ, пункції.